# Martyrs Monument in Midway

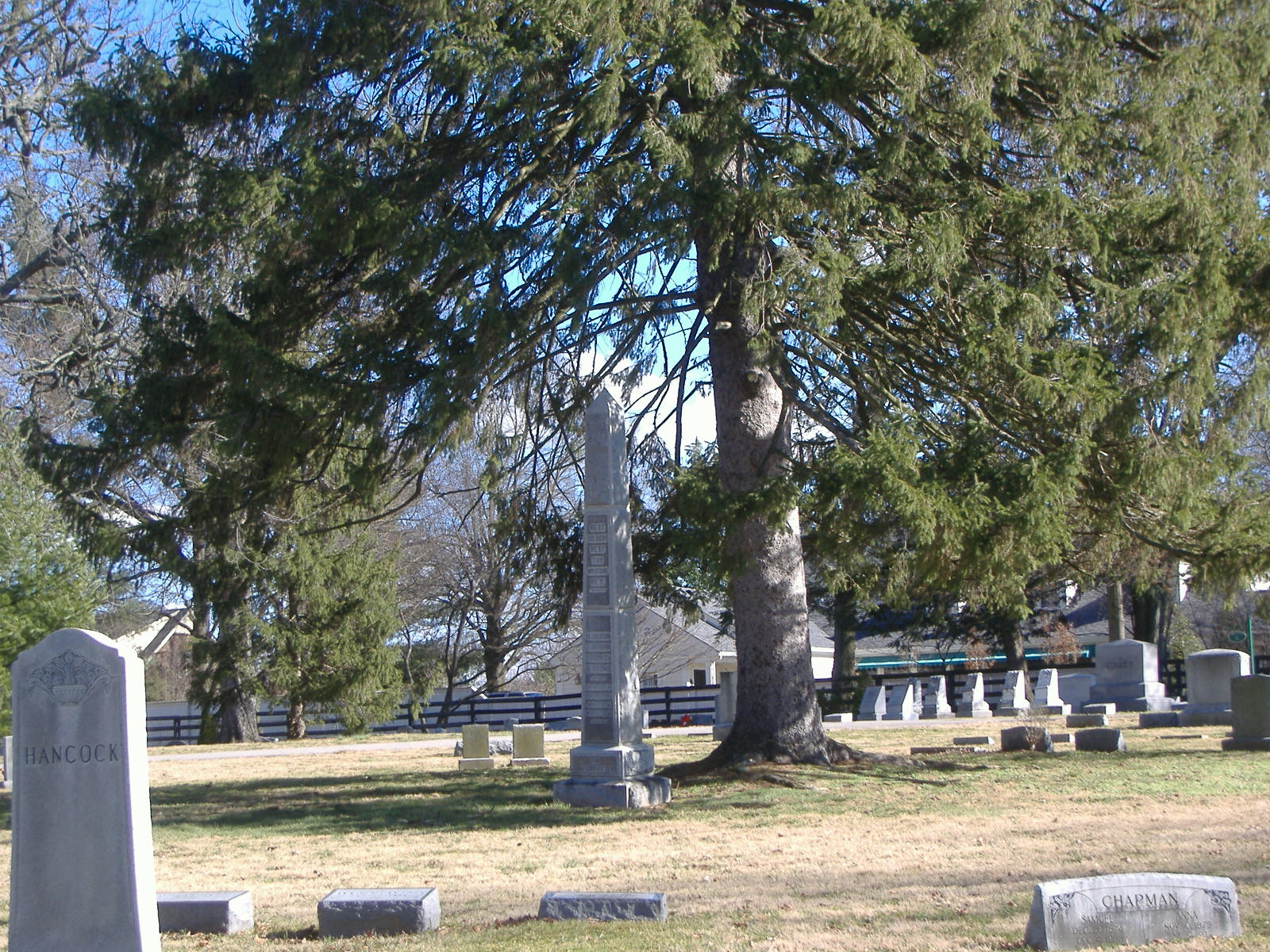
Das Martyrs Monument

Das Martyrs Monument in Midway auf dem Midway City Cemetery außerhalb von Midway, Kentucky ist ein Kriegerdenkmal, das am 17. Juli 1997 mit 60 weiteren Kriegerdenkmälern in Kentucky in das National Register of Historic Places eingetragen wurde. Das Denkmal ehrt vier Soldaten der Armee der Konföderierten Staaten von Amerika, die aufgrund einer Anordnung des Unionsgenerals Stephen Gano Burbridge erschossen wurden. Burbridges Anweisung Nummer 59 verlangte die Tötung von vier konföderierten Kriegsgefangenen für jeden gefallenen Soldaten der Unionsarmee. Vier konföderierte Soldaten wurden am 5. November 1864 nordöstlich von Midway standrechtlich erschossen. Der genaue Ort dieser Tat ist heute unbekannt. Die Anordnung erfolgte als Vergeltung zu vermeintlichen Aktionen von Sue Mundy, der die Truppen der Unionsarmee in Kentucky in den späteren Jahren des Sezessionskrieges terrorisiert haben soll. Die vier Hingerichteten wurden zunächst in flachen Gräbern verscharrt, später auf einem presbyterianischen Friedhof beerdigt und schließlich, als 1890 das Martyrs Monument aufgestellt wurde, an die jetzige Stelle umgebettet.

## Geschichte
Sue Mundy soll innerhalb von zwei Wochen in Midway zweimal zugeschlagen haben, obwohl manche Historiker glauben, dass es nur Männer waren, die unter Mundy aktiv waren und nicht Mundy selbst. Allerdings ist auch die Existenz Sue Mundys überhaupt umstritten, Mundy war wohl ein ehemaliger Kavallerist unter John Hunt Morgan. Am 22. Oktober 1864 wurden sechs reinrassige Pferde gestohlen, darunter eines mit dem Namen Asteroid, das in Turnieren ungeschlagen war. Nach der Zahlung eines Lösegeldes wurden Asteroid zehn Tage später an seinen Eigentümer zurückgegeben.
Am 1. November 1864 kam es bei einem anderen Zug zur Erbeutung von Pferden für die konföderierte Guerilla zu einem Schusswechsel, bei dem Adam Harper Jr. auf seinem Grundstück getötet wurde. General Burbridge ordnete an, dass vier inhaftierte konföderierte Soldaten aus Lexington nach Midway gebracht werden sollten. Am 5. November ließ Burbridge ein Erschießungskommando aus 40 Soldaten die vier konföderierten Soldaten exekutieren. Die Männer aus dem Ort wurden gezwungen, der Hinrichtung auf dem Allmendplatz des Ortes beizuwohnen. Die getöteten Soldaten wurden dann in einem flachen Graben verscharrt und am nächsten Tag auf dem Friedhof der früheren presbyterianischen Kirche beerdigt, wo sie ruhten, bis 1890 das Denkmal aufgestellt wurde.
Es kam während des Sezessionskrieges in Midway zu zwei weiteren Ereignissen. Der erste war am 15. Juli 1862, als John Hunt Morgan seinen Fernmelder George Ellsworth eine falsche Nachricht verbreiten ließ, nach der sich Morgan nicht in Midway befand, sondern stattdessen Frankfort angreifen und dann Louisville bedrohen würde, mit einer zweimal stärkeren Truppe, als er tatsächlich zur Verfügung hatte. Der andere ereignete sich am 2. Februar 1865, als einige der Quantrill’s Raiders den Bahnhof niederbrannten, die Bewohner Midways ausraubten und fünfzehn Pferde stahlen.

## Denkmal
Das Denkmal ist ein 4,5 m hoher Obelisk aus Granit. Die drei anderen Denkmäler, die Opfern von Burbridges Befehl Nr. 59 gewidmet sind, sind das Confederate Soldiers Martyrs Monument in Eminence, das Confederate Martyrs Monument in Jeffersontown und das Thompson and Powell Martyrs Monument.

## Inschrift
Rest

soldiers

rest

thy

warfare

Oe’r

––––

M. Jackson

J. Jackson

C. Rigsner

N. Adams

––––

Shot by order of

Genl. Burbridge

Nov. 5 1864

––––

Our Confederate Dead.

## Belege
1. ↑  Civil War in Kentucky (englisch)
2. 1 2  Penn, William. Civil War in Midway: Raiders, Guerrillas, and Reprisals (Battle Grove Press, 1995.)
3. ↑  The Victims of Burbridge the Butcher (Memento des Originals vom 5. Mai 2007 im Internet Archive)  Info: Der Archivlink wurde automatisch eingesetzt und noch nicht geprüft. Bitte prüfe Original- und Archivlink gemäß Anleitung und entferne dann diesen Hinweis.

Koordinaten: 38° 8′ 52,6″ N, 84° 41′ 39,7″ W